# Papilio himeros
Espèce
Statut de conservation UICN

VU : Vulnérable
Papilio himeros est une espèce de lépidoptères (papillons) de la famille des Papilionidae. Cette espèce est endémique du Brésil.

## Systématique
L'espèce Papilio himeros a été décrite pour la première fois en 1865 (ou 1866 selon les sources) par l'entomologiste Carl Heinrich Hopffer dans la revue Stettiner entomologische Zeitung.